# Киппинг, Сирил Генри

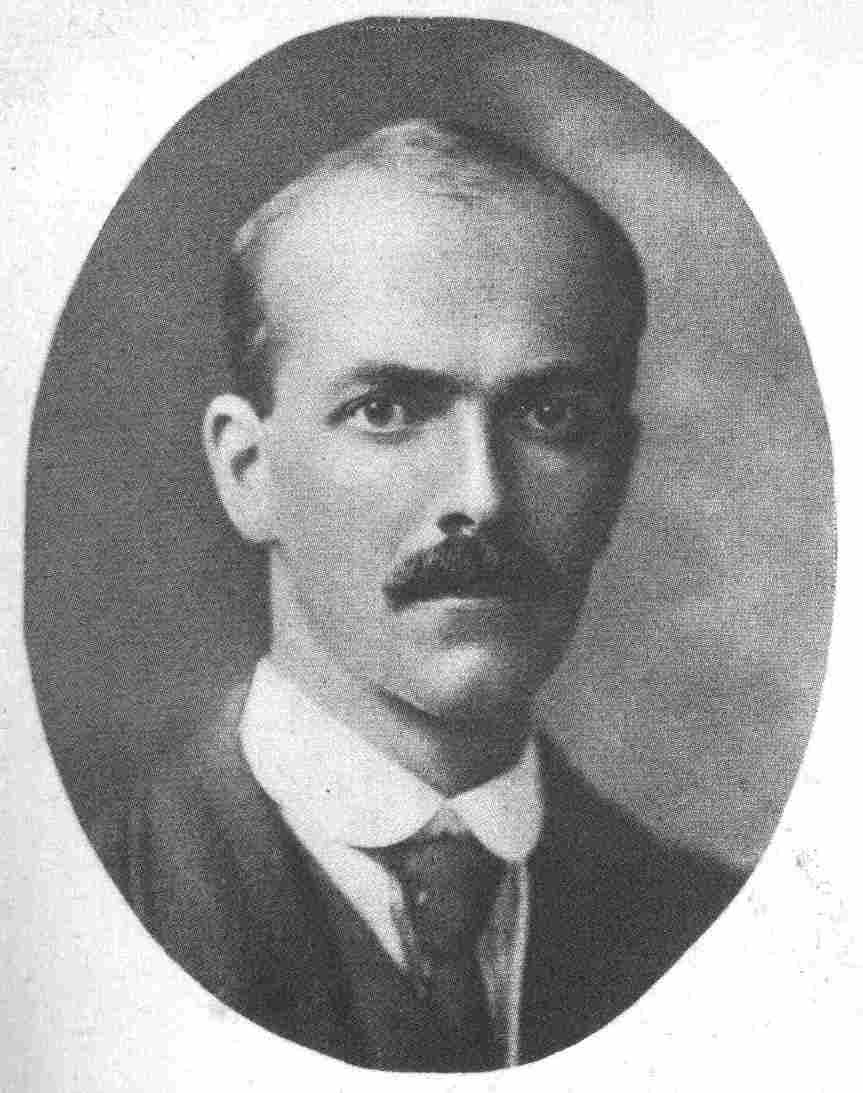
До 1930 года

Сирил Генри Киппинг (англ. Cyril Henry Stanley Kipping; 10 октября 1891, Лондон — 17 февраля 1964, Уолсолл) — английский шахматный композитор; международный мастер (1959) и международный арбитр (1957) по шахматной композиции. Один из организаторов и президент Международного союза проблемистов (1939—1965). Редактор журналов «Chess Amateur» (1922—1929) и «Problemist» (1931—1964). Автор ряда книг по шахматной композиции. Директор школы в Уэнсбери, где впервые в Англии введено преподавание шахмат как учебной дисциплины. С 1907 составил около 6000 тысяч задач, преимущественно ортодоксальные двухходовки-таски (см. Таск) на тему полусвязывания, трёхходовки стратегического направления, рекордные задачи.

## Задачи
|   | a | b | c | d | e | f | g | h |   |
| - | --- | --- | --- | --- | --- | --- | --- | --- | - |
| 8 | a7 белый слон · b7 белая ладья · d7 чёрная пешка · e7 белый король · f7 чёрная пешка · h7 белая пешка · a6 чёрный король · c6 белый слон · e6 чёрный конь · g6 белая пешка · d5 белая пешка · g5 белый конь · h5 чёрная ладья · a4 белый конь · e3 белая ладья · g3 белая пешка · b2 чёрная ладья · e2 чёрный ферзь · f2 чёрный слон · f1 белый ферзь | a7 белый слон · b7 белая ладья · d7 чёрная пешка · e7 белый король · f7 чёрная пешка · h7 белая пешка · a6 чёрный король · c6 белый слон · e6 чёрный конь · g6 белая пешка · d5 белая пешка · g5 белый конь · h5 чёрная ладья · a4 белый конь · e3 белая ладья · g3 белая пешка · b2 чёрная ладья · e2 чёрный ферзь · f2 чёрный слон · f1 белый ферзь | a7 белый слон · b7 белая ладья · d7 чёрная пешка · e7 белый король · f7 чёрная пешка · h7 белая пешка · a6 чёрный король · c6 белый слон · e6 чёрный конь · g6 белая пешка · d5 белая пешка · g5 белый конь · h5 чёрная ладья · a4 белый конь · e3 белая ладья · g3 белая пешка · b2 чёрная ладья · e2 чёрный ферзь · f2 чёрный слон · f1 белый ферзь | a7 белый слон · b7 белая ладья · d7 чёрная пешка · e7 белый король · f7 чёрная пешка · h7 белая пешка · a6 чёрный король · c6 белый слон · e6 чёрный конь · g6 белая пешка · d5 белая пешка · g5 белый конь · h5 чёрная ладья · a4 белый конь · e3 белая ладья · g3 белая пешка · b2 чёрная ладья · e2 чёрный ферзь · f2 чёрный слон · f1 белый ферзь | a7 белый слон · b7 белая ладья · d7 чёрная пешка · e7 белый король · f7 чёрная пешка · h7 белая пешка · a6 чёрный король · c6 белый слон · e6 чёрный конь · g6 белая пешка · d5 белая пешка · g5 белый конь · h5 чёрная ладья · a4 белый конь · e3 белая ладья · g3 белая пешка · b2 чёрная ладья · e2 чёрный ферзь · f2 чёрный слон · f1 белый ферзь | a7 белый слон · b7 белая ладья · d7 чёрная пешка · e7 белый король · f7 чёрная пешка · h7 белая пешка · a6 чёрный король · c6 белый слон · e6 чёрный конь · g6 белая пешка · d5 белая пешка · g5 белый конь · h5 чёрная ладья · a4 белый конь · e3 белая ладья · g3 белая пешка · b2 чёрная ладья · e2 чёрный ферзь · f2 чёрный слон · f1 белый ферзь | a7 белый слон · b7 белая ладья · d7 чёрная пешка · e7 белый король · f7 чёрная пешка · h7 белая пешка · a6 чёрный король · c6 белый слон · e6 чёрный конь · g6 белая пешка · d5 белая пешка · g5 белый конь · h5 чёрная ладья · a4 белый конь · e3 белая ладья · g3 белая пешка · b2 чёрная ладья · e2 чёрный ферзь · f2 чёрный слон · f1 белый ферзь | a7 белый слон · b7 белая ладья · d7 чёрная пешка · e7 белый король · f7 чёрная пешка · h7 белая пешка · a6 чёрный король · c6 белый слон · e6 чёрный конь · g6 белая пешка · d5 белая пешка · g5 белый конь · h5 чёрная ладья · a4 белый конь · e3 белая ладья · g3 белая пешка · b2 чёрная ладья · e2 чёрный ферзь · f2 чёрный слон · f1 белый ферзь | 8 |
| 7 | a7 белый слон · b7 белая ладья · d7 чёрная пешка · e7 белый король · f7 чёрная пешка · h7 белая пешка · a6 чёрный король · c6 белый слон · e6 чёрный конь · g6 белая пешка · d5 белая пешка · g5 белый конь · h5 чёрная ладья · a4 белый конь · e3 белая ладья · g3 белая пешка · b2 чёрная ладья · e2 чёрный ферзь · f2 чёрный слон · f1 белый ферзь | a7 белый слон · b7 белая ладья · d7 чёрная пешка · e7 белый король · f7 чёрная пешка · h7 белая пешка · a6 чёрный король · c6 белый слон · e6 чёрный конь · g6 белая пешка · d5 белая пешка · g5 белый конь · h5 чёрная ладья · a4 белый конь · e3 белая ладья · g3 белая пешка · b2 чёрная ладья · e2 чёрный ферзь · f2 чёрный слон · f1 белый ферзь | a7 белый слон · b7 белая ладья · d7 чёрная пешка · e7 белый король · f7 чёрная пешка · h7 белая пешка · a6 чёрный король · c6 белый слон · e6 чёрный конь · g6 белая пешка · d5 белая пешка · g5 белый конь · h5 чёрная ладья · a4 белый конь · e3 белая ладья · g3 белая пешка · b2 чёрная ладья · e2 чёрный ферзь · f2 чёрный слон · f1 белый ферзь | a7 белый слон · b7 белая ладья · d7 чёрная пешка · e7 белый король · f7 чёрная пешка · h7 белая пешка · a6 чёрный король · c6 белый слон · e6 чёрный конь · g6 белая пешка · d5 белая пешка · g5 белый конь · h5 чёрная ладья · a4 белый конь · e3 белая ладья · g3 белая пешка · b2 чёрная ладья · e2 чёрный ферзь · f2 чёрный слон · f1 белый ферзь | a7 белый слон · b7 белая ладья · d7 чёрная пешка · e7 белый король · f7 чёрная пешка · h7 белая пешка · a6 чёрный король · c6 белый слон · e6 чёрный конь · g6 белая пешка · d5 белая пешка · g5 белый конь · h5 чёрная ладья · a4 белый конь · e3 белая ладья · g3 белая пешка · b2 чёрная ладья · e2 чёрный ферзь · f2 чёрный слон · f1 белый ферзь | a7 белый слон · b7 белая ладья · d7 чёрная пешка · e7 белый король · f7 чёрная пешка · h7 белая пешка · a6 чёрный король · c6 белый слон · e6 чёрный конь · g6 белая пешка · d5 белая пешка · g5 белый конь · h5 чёрная ладья · a4 белый конь · e3 белая ладья · g3 белая пешка · b2 чёрная ладья · e2 чёрный ферзь · f2 чёрный слон · f1 белый ферзь | a7 белый слон · b7 белая ладья · d7 чёрная пешка · e7 белый король · f7 чёрная пешка · h7 белая пешка · a6 чёрный король · c6 белый слон · e6 чёрный конь · g6 белая пешка · d5 белая пешка · g5 белый конь · h5 чёрная ладья · a4 белый конь · e3 белая ладья · g3 белая пешка · b2 чёрная ладья · e2 чёрный ферзь · f2 чёрный слон · f1 белый ферзь | a7 белый слон · b7 белая ладья · d7 чёрная пешка · e7 белый король · f7 чёрная пешка · h7 белая пешка · a6 чёрный король · c6 белый слон · e6 чёрный конь · g6 белая пешка · d5 белая пешка · g5 белый конь · h5 чёрная ладья · a4 белый конь · e3 белая ладья · g3 белая пешка · b2 чёрная ладья · e2 чёрный ферзь · f2 чёрный слон · f1 белый ферзь | 7 |
| 6 | a7 белый слон · b7 белая ладья · d7 чёрная пешка · e7 белый король · f7 чёрная пешка · h7 белая пешка · a6 чёрный король · c6 белый слон · e6 чёрный конь · g6 белая пешка · d5 белая пешка · g5 белый конь · h5 чёрная ладья · a4 белый конь · e3 белая ладья · g3 белая пешка · b2 чёрная ладья · e2 чёрный ферзь · f2 чёрный слон · f1 белый ферзь | a7 белый слон · b7 белая ладья · d7 чёрная пешка · e7 белый король · f7 чёрная пешка · h7 белая пешка · a6 чёрный король · c6 белый слон · e6 чёрный конь · g6 белая пешка · d5 белая пешка · g5 белый конь · h5 чёрная ладья · a4 белый конь · e3 белая ладья · g3 белая пешка · b2 чёрная ладья · e2 чёрный ферзь · f2 чёрный слон · f1 белый ферзь | a7 белый слон · b7 белая ладья · d7 чёрная пешка · e7 белый король · f7 чёрная пешка · h7 белая пешка · a6 чёрный король · c6 белый слон · e6 чёрный конь · g6 белая пешка · d5 белая пешка · g5 белый конь · h5 чёрная ладья · a4 белый конь · e3 белая ладья · g3 белая пешка · b2 чёрная ладья · e2 чёрный ферзь · f2 чёрный слон · f1 белый ферзь | a7 белый слон · b7 белая ладья · d7 чёрная пешка · e7 белый король · f7 чёрная пешка · h7 белая пешка · a6 чёрный король · c6 белый слон · e6 чёрный конь · g6 белая пешка · d5 белая пешка · g5 белый конь · h5 чёрная ладья · a4 белый конь · e3 белая ладья · g3 белая пешка · b2 чёрная ладья · e2 чёрный ферзь · f2 чёрный слон · f1 белый ферзь | a7 белый слон · b7 белая ладья · d7 чёрная пешка · e7 белый король · f7 чёрная пешка · h7 белая пешка · a6 чёрный король · c6 белый слон · e6 чёрный конь · g6 белая пешка · d5 белая пешка · g5 белый конь · h5 чёрная ладья · a4 белый конь · e3 белая ладья · g3 белая пешка · b2 чёрная ладья · e2 чёрный ферзь · f2 чёрный слон · f1 белый ферзь | a7 белый слон · b7 белая ладья · d7 чёрная пешка · e7 белый король · f7 чёрная пешка · h7 белая пешка · a6 чёрный король · c6 белый слон · e6 чёрный конь · g6 белая пешка · d5 белая пешка · g5 белый конь · h5 чёрная ладья · a4 белый конь · e3 белая ладья · g3 белая пешка · b2 чёрная ладья · e2 чёрный ферзь · f2 чёрный слон · f1 белый ферзь | a7 белый слон · b7 белая ладья · d7 чёрная пешка · e7 белый король · f7 чёрная пешка · h7 белая пешка · a6 чёрный король · c6 белый слон · e6 чёрный конь · g6 белая пешка · d5 белая пешка · g5 белый конь · h5 чёрная ладья · a4 белый конь · e3 белая ладья · g3 белая пешка · b2 чёрная ладья · e2 чёрный ферзь · f2 чёрный слон · f1 белый ферзь | a7 белый слон · b7 белая ладья · d7 чёрная пешка · e7 белый король · f7 чёрная пешка · h7 белая пешка · a6 чёрный король · c6 белый слон · e6 чёрный конь · g6 белая пешка · d5 белая пешка · g5 белый конь · h5 чёрная ладья · a4 белый конь · e3 белая ладья · g3 белая пешка · b2 чёрная ладья · e2 чёрный ферзь · f2 чёрный слон · f1 белый ферзь | 6 |
| 5 | a7 белый слон · b7 белая ладья · d7 чёрная пешка · e7 белый король · f7 чёрная пешка · h7 белая пешка · a6 чёрный король · c6 белый слон · e6 чёрный конь · g6 белая пешка · d5 белая пешка · g5 белый конь · h5 чёрная ладья · a4 белый конь · e3 белая ладья · g3 белая пешка · b2 чёрная ладья · e2 чёрный ферзь · f2 чёрный слон · f1 белый ферзь | a7 белый слон · b7 белая ладья · d7 чёрная пешка · e7 белый король · f7 чёрная пешка · h7 белая пешка · a6 чёрный король · c6 белый слон · e6 чёрный конь · g6 белая пешка · d5 белая пешка · g5 белый конь · h5 чёрная ладья · a4 белый конь · e3 белая ладья · g3 белая пешка · b2 чёрная ладья · e2 чёрный ферзь · f2 чёрный слон · f1 белый ферзь | a7 белый слон · b7 белая ладья · d7 чёрная пешка · e7 белый король · f7 чёрная пешка · h7 белая пешка · a6 чёрный король · c6 белый слон · e6 чёрный конь · g6 белая пешка · d5 белая пешка · g5 белый конь · h5 чёрная ладья · a4 белый конь · e3 белая ладья · g3 белая пешка · b2 чёрная ладья · e2 чёрный ферзь · f2 чёрный слон · f1 белый ферзь | a7 белый слон · b7 белая ладья · d7 чёрная пешка · e7 белый король · f7 чёрная пешка · h7 белая пешка · a6 чёрный король · c6 белый слон · e6 чёрный конь · g6 белая пешка · d5 белая пешка · g5 белый конь · h5 чёрная ладья · a4 белый конь · e3 белая ладья · g3 белая пешка · b2 чёрная ладья · e2 чёрный ферзь · f2 чёрный слон · f1 белый ферзь | a7 белый слон · b7 белая ладья · d7 чёрная пешка · e7 белый король · f7 чёрная пешка · h7 белая пешка · a6 чёрный король · c6 белый слон · e6 чёрный конь · g6 белая пешка · d5 белая пешка · g5 белый конь · h5 чёрная ладья · a4 белый конь · e3 белая ладья · g3 белая пешка · b2 чёрная ладья · e2 чёрный ферзь · f2 чёрный слон · f1 белый ферзь | a7 белый слон · b7 белая ладья · d7 чёрная пешка · e7 белый король · f7 чёрная пешка · h7 белая пешка · a6 чёрный король · c6 белый слон · e6 чёрный конь · g6 белая пешка · d5 белая пешка · g5 белый конь · h5 чёрная ладья · a4 белый конь · e3 белая ладья · g3 белая пешка · b2 чёрная ладья · e2 чёрный ферзь · f2 чёрный слон · f1 белый ферзь | a7 белый слон · b7 белая ладья · d7 чёрная пешка · e7 белый король · f7 чёрная пешка · h7 белая пешка · a6 чёрный король · c6 белый слон · e6 чёрный конь · g6 белая пешка · d5 белая пешка · g5 белый конь · h5 чёрная ладья · a4 белый конь · e3 белая ладья · g3 белая пешка · b2 чёрная ладья · e2 чёрный ферзь · f2 чёрный слон · f1 белый ферзь | a7 белый слон · b7 белая ладья · d7 чёрная пешка · e7 белый король · f7 чёрная пешка · h7 белая пешка · a6 чёрный король · c6 белый слон · e6 чёрный конь · g6 белая пешка · d5 белая пешка · g5 белый конь · h5 чёрная ладья · a4 белый конь · e3 белая ладья · g3 белая пешка · b2 чёрная ладья · e2 чёрный ферзь · f2 чёрный слон · f1 белый ферзь | 5 |
| 4 | a7 белый слон · b7 белая ладья · d7 чёрная пешка · e7 белый король · f7 чёрная пешка · h7 белая пешка · a6 чёрный король · c6 белый слон · e6 чёрный конь · g6 белая пешка · d5 белая пешка · g5 белый конь · h5 чёрная ладья · a4 белый конь · e3 белая ладья · g3 белая пешка · b2 чёрная ладья · e2 чёрный ферзь · f2 чёрный слон · f1 белый ферзь | a7 белый слон · b7 белая ладья · d7 чёрная пешка · e7 белый король · f7 чёрная пешка · h7 белая пешка · a6 чёрный король · c6 белый слон · e6 чёрный конь · g6 белая пешка · d5 белая пешка · g5 белый конь · h5 чёрная ладья · a4 белый конь · e3 белая ладья · g3 белая пешка · b2 чёрная ладья · e2 чёрный ферзь · f2 чёрный слон · f1 белый ферзь | a7 белый слон · b7 белая ладья · d7 чёрная пешка · e7 белый король · f7 чёрная пешка · h7 белая пешка · a6 чёрный король · c6 белый слон · e6 чёрный конь · g6 белая пешка · d5 белая пешка · g5 белый конь · h5 чёрная ладья · a4 белый конь · e3 белая ладья · g3 белая пешка · b2 чёрная ладья · e2 чёрный ферзь · f2 чёрный слон · f1 белый ферзь | a7 белый слон · b7 белая ладья · d7 чёрная пешка · e7 белый король · f7 чёрная пешка · h7 белая пешка · a6 чёрный король · c6 белый слон · e6 чёрный конь · g6 белая пешка · d5 белая пешка · g5 белый конь · h5 чёрная ладья · a4 белый конь · e3 белая ладья · g3 белая пешка · b2 чёрная ладья · e2 чёрный ферзь · f2 чёрный слон · f1 белый ферзь | a7 белый слон · b7 белая ладья · d7 чёрная пешка · e7 белый король · f7 чёрная пешка · h7 белая пешка · a6 чёрный король · c6 белый слон · e6 чёрный конь · g6 белая пешка · d5 белая пешка · g5 белый конь · h5 чёрная ладья · a4 белый конь · e3 белая ладья · g3 белая пешка · b2 чёрная ладья · e2 чёрный ферзь · f2 чёрный слон · f1 белый ферзь | a7 белый слон · b7 белая ладья · d7 чёрная пешка · e7 белый король · f7 чёрная пешка · h7 белая пешка · a6 чёрный король · c6 белый слон · e6 чёрный конь · g6 белая пешка · d5 белая пешка · g5 белый конь · h5 чёрная ладья · a4 белый конь · e3 белая ладья · g3 белая пешка · b2 чёрная ладья · e2 чёрный ферзь · f2 чёрный слон · f1 белый ферзь | a7 белый слон · b7 белая ладья · d7 чёрная пешка · e7 белый король · f7 чёрная пешка · h7 белая пешка · a6 чёрный король · c6 белый слон · e6 чёрный конь · g6 белая пешка · d5 белая пешка · g5 белый конь · h5 чёрная ладья · a4 белый конь · e3 белая ладья · g3 белая пешка · b2 чёрная ладья · e2 чёрный ферзь · f2 чёрный слон · f1 белый ферзь | a7 белый слон · b7 белая ладья · d7 чёрная пешка · e7 белый король · f7 чёрная пешка · h7 белая пешка · a6 чёрный король · c6 белый слон · e6 чёрный конь · g6 белая пешка · d5 белая пешка · g5 белый конь · h5 чёрная ладья · a4 белый конь · e3 белая ладья · g3 белая пешка · b2 чёрная ладья · e2 чёрный ферзь · f2 чёрный слон · f1 белый ферзь | 4 |
| 3 | a7 белый слон · b7 белая ладья · d7 чёрная пешка · e7 белый король · f7 чёрная пешка · h7 белая пешка · a6 чёрный король · c6 белый слон · e6 чёрный конь · g6 белая пешка · d5 белая пешка · g5 белый конь · h5 чёрная ладья · a4 белый конь · e3 белая ладья · g3 белая пешка · b2 чёрная ладья · e2 чёрный ферзь · f2 чёрный слон · f1 белый ферзь | a7 белый слон · b7 белая ладья · d7 чёрная пешка · e7 белый король · f7 чёрная пешка · h7 белая пешка · a6 чёрный король · c6 белый слон · e6 чёрный конь · g6 белая пешка · d5 белая пешка · g5 белый конь · h5 чёрная ладья · a4 белый конь · e3 белая ладья · g3 белая пешка · b2 чёрная ладья · e2 чёрный ферзь · f2 чёрный слон · f1 белый ферзь | a7 белый слон · b7 белая ладья · d7 чёрная пешка · e7 белый король · f7 чёрная пешка · h7 белая пешка · a6 чёрный король · c6 белый слон · e6 чёрный конь · g6 белая пешка · d5 белая пешка · g5 белый конь · h5 чёрная ладья · a4 белый конь · e3 белая ладья · g3 белая пешка · b2 чёрная ладья · e2 чёрный ферзь · f2 чёрный слон · f1 белый ферзь | a7 белый слон · b7 белая ладья · d7 чёрная пешка · e7 белый король · f7 чёрная пешка · h7 белая пешка · a6 чёрный король · c6 белый слон · e6 чёрный конь · g6 белая пешка · d5 белая пешка · g5 белый конь · h5 чёрная ладья · a4 белый конь · e3 белая ладья · g3 белая пешка · b2 чёрная ладья · e2 чёрный ферзь · f2 чёрный слон · f1 белый ферзь | a7 белый слон · b7 белая ладья · d7 чёрная пешка · e7 белый король · f7 чёрная пешка · h7 белая пешка · a6 чёрный король · c6 белый слон · e6 чёрный конь · g6 белая пешка · d5 белая пешка · g5 белый конь · h5 чёрная ладья · a4 белый конь · e3 белая ладья · g3 белая пешка · b2 чёрная ладья · e2 чёрный ферзь · f2 чёрный слон · f1 белый ферзь | a7 белый слон · b7 белая ладья · d7 чёрная пешка · e7 белый король · f7 чёрная пешка · h7 белая пешка · a6 чёрный король · c6 белый слон · e6 чёрный конь · g6 белая пешка · d5 белая пешка · g5 белый конь · h5 чёрная ладья · a4 белый конь · e3 белая ладья · g3 белая пешка · b2 чёрная ладья · e2 чёрный ферзь · f2 чёрный слон · f1 белый ферзь | a7 белый слон · b7 белая ладья · d7 чёрная пешка · e7 белый король · f7 чёрная пешка · h7 белая пешка · a6 чёрный король · c6 белый слон · e6 чёрный конь · g6 белая пешка · d5 белая пешка · g5 белый конь · h5 чёрная ладья · a4 белый конь · e3 белая ладья · g3 белая пешка · b2 чёрная ладья · e2 чёрный ферзь · f2 чёрный слон · f1 белый ферзь | a7 белый слон · b7 белая ладья · d7 чёрная пешка · e7 белый король · f7 чёрная пешка · h7 белая пешка · a6 чёрный король · c6 белый слон · e6 чёрный конь · g6 белая пешка · d5 белая пешка · g5 белый конь · h5 чёрная ладья · a4 белый конь · e3 белая ладья · g3 белая пешка · b2 чёрная ладья · e2 чёрный ферзь · f2 чёрный слон · f1 белый ферзь | 3 |
| 2 | a7 белый слон · b7 белая ладья · d7 чёрная пешка · e7 белый король · f7 чёрная пешка · h7 белая пешка · a6 чёрный король · c6 белый слон · e6 чёрный конь · g6 белая пешка · d5 белая пешка · g5 белый конь · h5 чёрная ладья · a4 белый конь · e3 белая ладья · g3 белая пешка · b2 чёрная ладья · e2 чёрный ферзь · f2 чёрный слон · f1 белый ферзь | a7 белый слон · b7 белая ладья · d7 чёрная пешка · e7 белый король · f7 чёрная пешка · h7 белая пешка · a6 чёрный король · c6 белый слон · e6 чёрный конь · g6 белая пешка · d5 белая пешка · g5 белый конь · h5 чёрная ладья · a4 белый конь · e3 белая ладья · g3 белая пешка · b2 чёрная ладья · e2 чёрный ферзь · f2 чёрный слон · f1 белый ферзь | a7 белый слон · b7 белая ладья · d7 чёрная пешка · e7 белый король · f7 чёрная пешка · h7 белая пешка · a6 чёрный король · c6 белый слон · e6 чёрный конь · g6 белая пешка · d5 белая пешка · g5 белый конь · h5 чёрная ладья · a4 белый конь · e3 белая ладья · g3 белая пешка · b2 чёрная ладья · e2 чёрный ферзь · f2 чёрный слон · f1 белый ферзь | a7 белый слон · b7 белая ладья · d7 чёрная пешка · e7 белый король · f7 чёрная пешка · h7 белая пешка · a6 чёрный король · c6 белый слон · e6 чёрный конь · g6 белая пешка · d5 белая пешка · g5 белый конь · h5 чёрная ладья · a4 белый конь · e3 белая ладья · g3 белая пешка · b2 чёрная ладья · e2 чёрный ферзь · f2 чёрный слон · f1 белый ферзь | a7 белый слон · b7 белая ладья · d7 чёрная пешка · e7 белый король · f7 чёрная пешка · h7 белая пешка · a6 чёрный король · c6 белый слон · e6 чёрный конь · g6 белая пешка · d5 белая пешка · g5 белый конь · h5 чёрная ладья · a4 белый конь · e3 белая ладья · g3 белая пешка · b2 чёрная ладья · e2 чёрный ферзь · f2 чёрный слон · f1 белый ферзь | a7 белый слон · b7 белая ладья · d7 чёрная пешка · e7 белый король · f7 чёрная пешка · h7 белая пешка · a6 чёрный король · c6 белый слон · e6 чёрный конь · g6 белая пешка · d5 белая пешка · g5 белый конь · h5 чёрная ладья · a4 белый конь · e3 белая ладья · g3 белая пешка · b2 чёрная ладья · e2 чёрный ферзь · f2 чёрный слон · f1 белый ферзь | a7 белый слон · b7 белая ладья · d7 чёрная пешка · e7 белый король · f7 чёрная пешка · h7 белая пешка · a6 чёрный король · c6 белый слон · e6 чёрный конь · g6 белая пешка · d5 белая пешка · g5 белый конь · h5 чёрная ладья · a4 белый конь · e3 белая ладья · g3 белая пешка · b2 чёрная ладья · e2 чёрный ферзь · f2 чёрный слон · f1 белый ферзь | a7 белый слон · b7 белая ладья · d7 чёрная пешка · e7 белый король · f7 чёрная пешка · h7 белая пешка · a6 чёрный король · c6 белый слон · e6 чёрный конь · g6 белая пешка · d5 белая пешка · g5 белый конь · h5 чёрная ладья · a4 белый конь · e3 белая ладья · g3 белая пешка · b2 чёрная ладья · e2 чёрный ферзь · f2 чёрный слон · f1 белый ферзь | 2 |
| 1 | a7 белый слон · b7 белая ладья · d7 чёрная пешка · e7 белый король · f7 чёрная пешка · h7 белая пешка · a6 чёрный король · c6 белый слон · e6 чёрный конь · g6 белая пешка · d5 белая пешка · g5 белый конь · h5 чёрная ладья · a4 белый конь · e3 белая ладья · g3 белая пешка · b2 чёрная ладья · e2 чёрный ферзь · f2 чёрный слон · f1 белый ферзь | a7 белый слон · b7 белая ладья · d7 чёрная пешка · e7 белый король · f7 чёрная пешка · h7 белая пешка · a6 чёрный король · c6 белый слон · e6 чёрный конь · g6 белая пешка · d5 белая пешка · g5 белый конь · h5 чёрная ладья · a4 белый конь · e3 белая ладья · g3 белая пешка · b2 чёрная ладья · e2 чёрный ферзь · f2 чёрный слон · f1 белый ферзь | a7 белый слон · b7 белая ладья · d7 чёрная пешка · e7 белый король · f7 чёрная пешка · h7 белая пешка · a6 чёрный король · c6 белый слон · e6 чёрный конь · g6 белая пешка · d5 белая пешка · g5 белый конь · h5 чёрная ладья · a4 белый конь · e3 белая ладья · g3 белая пешка · b2 чёрная ладья · e2 чёрный ферзь · f2 чёрный слон · f1 белый ферзь | a7 белый слон · b7 белая ладья · d7 чёрная пешка · e7 белый король · f7 чёрная пешка · h7 белая пешка · a6 чёрный король · c6 белый слон · e6 чёрный конь · g6 белая пешка · d5 белая пешка · g5 белый конь · h5 чёрная ладья · a4 белый конь · e3 белая ладья · g3 белая пешка · b2 чёрная ладья · e2 чёрный ферзь · f2 чёрный слон · f1 белый ферзь | a7 белый слон · b7 белая ладья · d7 чёрная пешка · e7 белый король · f7 чёрная пешка · h7 белая пешка · a6 чёрный король · c6 белый слон · e6 чёрный конь · g6 белая пешка · d5 белая пешка · g5 белый конь · h5 чёрная ладья · a4 белый конь · e3 белая ладья · g3 белая пешка · b2 чёрная ладья · e2 чёрный ферзь · f2 чёрный слон · f1 белый ферзь | a7 белый слон · b7 белая ладья · d7 чёрная пешка · e7 белый король · f7 чёрная пешка · h7 белая пешка · a6 чёрный король · c6 белый слон · e6 чёрный конь · g6 белая пешка · d5 белая пешка · g5 белый конь · h5 чёрная ладья · a4 белый конь · e3 белая ладья · g3 белая пешка · b2 чёрная ладья · e2 чёрный ферзь · f2 чёрный слон · f1 белый ферзь | a7 белый слон · b7 белая ладья · d7 чёрная пешка · e7 белый король · f7 чёрная пешка · h7 белая пешка · a6 чёрный король · c6 белый слон · e6 чёрный конь · g6 белая пешка · d5 белая пешка · g5 белый конь · h5 чёрная ладья · a4 белый конь · e3 белая ладья · g3 белая пешка · b2 чёрная ладья · e2 чёрный ферзь · f2 чёрный слон · f1 белый ферзь | a7 белый слон · b7 белая ладья · d7 чёрная пешка · e7 белый король · f7 чёрная пешка · h7 белая пешка · a6 чёрный король · c6 белый слон · e6 чёрный конь · g6 белая пешка · d5 белая пешка · g5 белый конь · h5 чёрная ладья · a4 белый конь · e3 белая ладья · g3 белая пешка · b2 чёрная ладья · e2 чёрный ферзь · f2 чёрный слон · f1 белый ферзь | 1 |
|   | a | b | c | d | e | f | g | h |   |

1.Лa3!, подставляя белого короля под 8 шахов: 

1…Кc5+ 2.Кe6 

1…Кc7+ 2.Кр:d7 

1…Кd4+ 2.Крf6 

1…Кd8+ 2.Кр:d8 

1…Кf4+ 2.Крd6 

1…Кf8+ 2.Кр:f8 

1…К:g5+ 2.Сe3 

1…Кg7+ 2.Кр:f7 

## Книги
- 300 chess problems, Stroud, 1916;
- The chess problem hobby, Stroud, 1923;
- The chessmen speak, Stroud; 1932;
- The chess problem science, Leeds, 1938.